# 季格兰·萨尔基相
季格兰·萨尔基相（1960年1月29日—），亚美尼亚经济学家、政治家，现任亞美尼亞駐美國大使，前亚美尼亚总理（2008年至2014年）。他和曾任總統的阿尔缅·萨尔基相、谢尔日·萨尔基相三人彼此並無親戚關係。